# Emil Strömberg
Emil Karl Strömberg, född 31 december 1853 i Stockholm, död där 7 februari 1910, var en svensk operettskådespelare.

## Biografi
Strömberg var från 1873 fäst vid olika landsortssällskap, 1881–1884 vid Mindre teatern och 1885–1889 vid Södra Teatern i Stockholm, direktör (jämte August Warberg) för Vasateatern 1889–1893, anställd vid Albert Ranfts teatrar 1896–1902 och från 1909, sedan han under mellantiden fört eget sällskap och gästspelat. 
Strömberg roade publiken omåttligt med sin befängt överdådiga på samma gång som kyliga och något fräna komik, påspädd med improviserade lustigheter. Hans glansroller var Jonathan Tipp i Stackars Jonathan och Menelaus i Sköna Helena. Han uppträdde även i lustspel.
Strömberg var gift 1900–1903 med operasångerskan Hulda Nordin, och från 1907 till sin död med Anna Lauritz.

## Teater

### Roller (ej komplett)
| År   | Roll                     | Produktion                                                          | Regi | Teater         |
| ---- | ------------------------ | ------------------------------------------------------------------- | ---- | -------------- |
| 1881 | Speditenqvist            | Under förmälningshögtidligheterna Frans Hedberg                     |      | Mindre teatern |
| 1881 | Joseph, en guide         | Pariserliv Jacques Offenbach, Henri Meilhac och Ludovic Halévy      |      | Mindre teatern |
| 1881 | Domino, en rövare        | Frihetsbröderna Jacques Offenbach, Henri Meilhac och Ludovic Halévy |      | Mindre teatern |
| 1882 | Möller, konditor         | Gipsfiguren Th Taube                                                |      | Mindre teatern |
| 1882 | Caderousse               | Greven av Monte Christo Alexandre Dumas den äldre                   |      | Mindre teatern |
| 1882 | Knäcksell, förste kypare | Positivhataren August Blanche                                       |      | Mindre teatern |
| 1882 | Sopracapo                | Carbonanerna Carl Zeller och Moritz West                            |      | Mindre teatern |

### Regi
| År   | Produktion                                | Upphovsmän       | Teater                  |
| ---- | ----------------------------------------- | ---------------- | ----------------------- |
| 1909 | Ett revolutionsbröllop Revolutionsbryllup | Sophus Michaëlis | Folkteatern, Lorensberg |